# Fritz-Hubert Gräser
Fritz-Hubert Graeser (Francoforte sull'Oder, 3 gennaio 1888 – Gottinga, 4 novembre 1960) è stato un generale tedesco della Wehrmacht durante la seconda guerra mondiale.

## Biografia

### La prima guerra mondiale
Gräser entrò nell'esercito imperiale tedesco dal 28 febbraio 1907 come cadetto e divenne aspirante ufficiale del 12º reggimento di granatieri di stanza a Francoforte sull'Oder. Venne nominato tenente il 27 gennaio 1908 ed aiutante nel novembre del 1912. Con lo scoppio della prima guerra mondiale, combatté col suo reggimento sul fronte occidentale. Venne nominato Oberleutnant l'8 novembre 1914. Comandò la 9ª compagnia del suo reggimento a partire dal 16 settembre 1915 e venne pesantemente ferito alla testa il 29 settembre, al punto che si rese necessario ricoverarlo in ospedale. Elevato al rango di capitano dal 18 dicembre 1915. Nel giugno del 1916, fece parte dello stato maggiore austriaco sul fronte orientale e, dal 1º novembre 1916,passò allo stato maggiore del III corpo d'armata tedesco come ufficiale in seconda. Venne nominato primo ufficiale dello stato maggiore della 1ª divisione di riserva nel maggio del 1918.

### Il periodo tra le due guerre
Gräser passò dopo la fine del primo conflitto mondiale nell'Armeeoberkommando per la difesa della frontiera nord e, il 21 luglio 1919, passò nuovamente nello stato maggiore. Il 21 gennaio 1920 si dimise dall'esercito per dedicarsi alla sua tenuta agricola di Hubertushof, presso Rzepin. Dal 1927 al 1931, fu direttore della Motor Fahrzeug AG nella sua città natale.
Riprese servizio militare di riserva dal 1º novembre 1932 e divenne comandante del Wehrkreisberzirkskommando di Francoforte sull'Oder. Venne nominato maggiore il 1º maggio 1934, riprendendo servizio militare attivo. Venne inquadrato nell'8º reggimento di fanteria e, nell'estate del 1934, partì per studiare per un trimestre all'accademia militare di Döberitz. Divenne quindi comandante del 1º battaglione di fanteria di Crossen. Un anno più tardi, ottenne il comando dell'8º battaglione meccanizzato di Züllichau. Per questi incarichi venne nominato tenente colonnello nell'ottobre del 1936 e poi colonnello nell'ottobre del 1938.

### La seconda guerra mondiale
Il colonnello Gräser venne nominato comandante il 29 agosto 1939 del 29º reggimento di fanteria che prese parte alla campagna di Polonia ed in seguito alla battaglia di Francia. Nel 1941, prese parte coi suoi uomini all'operazione Barbarossa contro l'Unione Sovietica. Venne gravemente ferito l'11 luglio 1941 e gli dovette essere amputata la gamba sinistra. Venne posto nella Führerreserve e nominato maggiore generale dal 1º ottobre 1941.
Il 1º marzo 1943 fece ritorno al fronte al comando della 3ª divisione panzer ed il 15 maggio 1943 venne nominato tenente generale. Rimase in comando sino al 31 maggio 1944, quando venne posto nuovamente in riserva. Dal 12 al 27 giugno 1944, seguì i corsi per la Kommandierende Generale a Hirschberg, e venne nominato comandante del XXIV. Panzerkorps il 28 giugno successivo; il 20 agosto 1944, ottenne il comando del XXXXVIII. Panzerkorps. Divenne comandante della 4ª Panzer Armee rimanendo in carica sino al gennaio del 1945 quando venne nominato Oberbefehlshaber. Prese parte ad altri combattimenti in Germania, in particolare nella battaglia di Bautzen nell'aprile del 1945.
Dopo la capitolazione, venne fatto prigioniero dagli americani col resto della sua armata. Venne liberato nel 1947.